# Oreste Lionello
Oreste Lionello (Rodi, 18 aprile 1927 – Roma, 19 febbraio 2009) è stato un attore, cabarettista, doppiatore, direttore del doppiaggio, dialoghista, comico e conduttore televisivo italiano.

## Biografia
Figlio di un militare di stanza a Rodi, allora possedimento italiano, è cresciuto a Reggio Calabria. Ha mosso i primi passi sul palcoscenico all'età di 10 anni, quando, vestito da valletto, chiudeva il sipario del Teatro Francesco Cilea a Reggio Calabria. Per gli studi universitari in Giurisprudenza si spostò all'Università degli Studi di Palermo. Si iscrive all'Accademia nazionale di arte drammatica di Roma nell'anno scolastico 1946-1947, ma non risulta che abbia proseguito gli studi negli anni successivi. Nel 1953 ottenne la laurea, ed il medesimo anno entrò a far parte della Compagnia del Teatro Comico Musicale di Radio Roma della Rai. L'anno seguente approdò in televisione. 

Nel 1956 fu protagonista nella miniserie TV per ragazzi Il marziano Filippo sul Programma Nazionale; dopo essere stato nel 1962 nel cast dello sceneggiato televisivo Una tragedia americana, nel 1965 è stato poi interprete della serie televisiva Le avventure di Laura Storm, accanto a Lauretta Masiero ed Aldo Giuffré; è stato una presenza ricorrente nella fortunata serie di sceneggiati Le inchieste del commissario Maigret, con Gino Cervi, in onda sul Canale Nazionale dal 1964, nella parte del dottor Moers, brillante capo della sezione scientifica della polizia. Nel 1967 fondò il cabaret Il giardino dei supplizi, con Luciano Cirri e Gianna Preda, in un locale di piazza Rondanini a Roma.

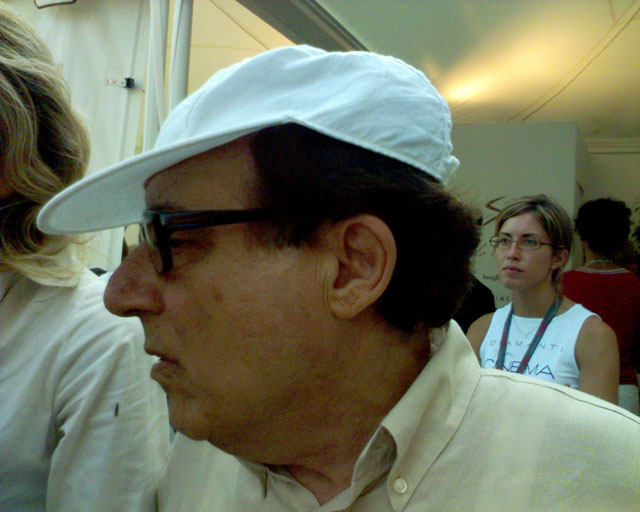
Oreste Lionello nel 2007

Nel 1969 prese parte al varietà televisivo È domenica, ma senza impegno, condotto da Paolo Villaggio sul Programma Nazionale. Nello stesso anno condusse sul Secondo Programma il cabaret radiofonico I Cavernicoli. Nel 1970 fece un'esperienza come cantante partecipando al 18º Festival della canzone napoletana, dove propose le canzoni Casanova 70 e Tu m'è fatto murì, eseguite rispettivamente in abbinamento con Antonio Buonomo e Ombretta Colli: il relativo 45 giri fu stampato dall'etichetta Edibi. Nel 1973 e 1975 è protagonista dei due varietà televisivi della prima serata di Rai 1 (autori Antonello Falqui, Mario Castellacci e Pier Francesco Pingitore) Dove sta Zazà e Mazzabubù, condotti da Gabriella Ferri, e che lo vedono sul palco insieme a Pippo Franco, Pino Caruso e Gianfranco D'Angelo.
Nel 1983, su Radiouno, conduce assieme a Delia Scala il varietà Permette Cavallo?. Dal 1983 al 1985 è stato il presentatore dello spettacolo Al Paradise, su Rai 1. Alla chiusura del programma si è unito alla compagnia del Bagaglino con Pippo Franco e Leo Gullotta. Nel 1998 è stato la voce recitante nell'opera radiofonica per la Rai L'Arpa Magica di Flavio Emilio Scogna su testo di Edoardo Sanguineti partecipante al Prix Italia. Nel 2008 vince il Delfino d'oro alla carriera (Festival nazionale adriatica cabaret).
Nel 2009 scrive il testo e prepara la regìa di BlitzMolière una commedia in bilico tra satira e classicità, opera che sarà rappresentata postuma, diretta dal figlio Luca. 
A Chieti, il 10 maggio 2009, ha ricevuto il premio Sorriso d'oro alla memoria.

### La morte
Muore a Roma il 19 febbraio 2009, dopo una lunga malattia, all'età di 81 anni; il giorno seguente è stata allestita la camera ardente nella sala della Protomoteca del Palazzo Senatorio in Campidoglio e la mattina del 21 febbraio si sono celebrati i funerali nella basilica di Santa Maria in Aracoeli, al quale furono presenti tantissimi fan, tra cui molti volti noti dello spettacolo del Bagaglino e della politica; dopo la cerimonia funebre il feretro è stato tumulato in un colombario presso il nuovo reparto del cimitero monumentale del Verano di Roma, vicino alla tomba di Alida Valli.
In un'intervista Woody Allen ha dichiarato:

## Vita privata
È stato sposato con una donna di nome Eliana, ed era padre di sei figli, dell'attore Luca e delle doppiatrici Cristiana e Alessia Lionello, poi di Fabio Luigi, Davide e Vivianna. Dopodiché ha avuto una compagna, Giuliana Graziani.

## Doppiatore
Inizia la carriera di doppiatore negli anni cinquanta, prestando negli anni la sua voce soprattutto ad interpreti comici (Woody Allen, Peter Sellers, Gene Wilder, Bob Hope, Louis De Funes, Michel Serrault, Dick Van Dyke, Dudley Moore, John Belushi, Rick Moranis, Charlie Chaplin in molti ridoppiaggi dei suoi film). Sua la voce di moltissimi personaggi secondari dei film di Federico Fellini, che lo richiedeva spessissimo durante i doppiaggi delle sue pellicole. Ha doppiato anche i personaggi Disney Topolino, Paperino e Winnie the Pooh nel doppiaggio degli anni sessanta, Bugs Bunny, Daffy Duck e Gatto Silvestro nei cortometraggi dei Looney Tunes della Warner Bros., il personaggio di Asterix nei film Asterix il gallico e Asterix e Cleopatra e Z nel film d'animazione della DreamWorks del 1998 Z la formica (in originale doppiato da Woody Allen).
Nel 1974 ha doppiato Gene Wilder nel film Frankenstein Junior. In televisione ha doppiato Robin Williams nelle prime due stagioni del celebre telefilm Mork & Mindy. Ha inoltre doppiato gli attori Donald Pleasence e Clive Revill nella serie televisiva Colombo: rispettivamente, negli episodi L'uomo dell'anno e I cospiratori. Grazie alla capacità d'imitazione, ha doppiato anche una donna, l'attrice Francesca Romana Coluzzi. Nel luglio 2004 ha ricevuto una menzione speciale alla seconda edizione del Leggio d'oro. È stato anche la voce principale di Woody Allen, fino alla sua morte, ed ha diretto il doppiaggio di numerose pellicole del regista.

## Personaggi imitati o parodiati
- Mike Bongiorno
- Giulio Andreotti
- Carlo Azeglio Ciampi
- Ilary Blasi
- Dario Argento
- Romano Prodi
- Silvio Berlusconi
- Giuliano Amato
- Mario Giuliacci
- Elisabetta II
- Alba Parietti
- Ambra Angiolini
- Lilli Gruber
- Osama bin Laden
- Madonna
- Saddam Hussein
- Totò Riina
- Licio Gelli
- Hillary Clinton
- Woody Allen
- Groucho Marx
- Milly Carlucci
- Peter Sellers
- Gino Paoli
- Sandra Mondaini
- Oscar Luigi Scalfaro

## Filmografia

### Cinema
- Allegro squadrone, regia di Paolo Moffa (1954) - non accreditato
- È arrivata la parigina, regia di Camillo Mastrocinque (1958)
- I cavalieri del diavolo, regia di Siro Marcellini (1959)
- La cento chilometri, regia di Giulio Petroni (1959) - non accreditato
- Totò, Fabrizi e i giovani d'oggi, regia di Mario Mattoli (1960) - non accreditato
- Le pillole di Ercole, regia di Luciano Salce (1960)
- Meravigliosa (Los dos rivales), regia di Carlos Arévalo e Siro Marcellini (1960)
- Totòtruffa '62, regia di Camillo Mastrocinque (1961)
- L'eroe di Babilonia, regia di Siro Marcellini (1963)
- Gli imbroglioni, regia di Lucio Fulci (1963)
- Queste pazze, pazze donne, regia di Marino Girolami (1964)
- I due toreri, regia di Giorgio Simonelli (1964)
- L'ultima carica, regia di Leopoldo Savona (1964)
- Il magnifico gladiatore, regia di Alfonso Brescia (1964)
- I due sanculotti, regia di Giorgio Simonelli (1966)
- Top Crack, regia di Mario Russo (1967)
- Riderà (Cuore matto), regia di Bruno Corbucci (1967)
- Il profeta, regia di Dino Risi (1968)
- Vip - Mio fratello superuomo, regia di Bruno Bozzetto (1968) - voce
- I quattro del pater noster, regia di Ruggero Deodato (1969)
- 4 mosche di velluto grigio, regia di Dario Argento (1971)
- Perché quelle strane gocce di sangue sul corpo di Jennifer?, regia di Giuliano Carnimeo (1972)
- Paolo il caldo, regia di Marco Vicario (1973)
- Mamma... li turchi!, regia di Renato Savino (1973)
- Provaci anche tu, Lionel, regia di Roberto Bianchi Montero (1973)
- I sette magnifici cornuti, regia di Luigi Russo (1974)
- La signora gioca bene a scopa?, regia di Giuliano Carnimeo (1974)
- Antoine et Sébastien, regia di Jean-Marie Périer (1974)
- Sesso in testa, regia di Sergio Ammirata (1974)
- Conviene far bene l'amore, regia di Pasquale Festa Campanile (1975)
- Cassiodoro il più duro del pretorio, regia di Oreste Castellacci (1975)
- La ragazza alla pari, regia di Mino Guerrini (1976)
- Remo e Romolo - Storia di due figli di una lupa, regia di Mario Castellacci e Pier Francesco Pingitore (1976)
- Prima notte di nozze, regia di Corrado Prisco (1976)
- La madama, regia di Duccio Tessari (1976)
- Il soldato di ventura, regia di Pasquale Festa Campanile (1976)
- Un sorriso, uno schiaffo, un bacio in bocca, regia di Mario Morra (1976) - voce
- La pretora, regia di Lucio Fulci (1976)
- Mondo di notte oggi, regia di Gianni Proia (1976) - voce
- Per amore di Poppea, regia di Mariano Laurenti (1977)
- Kakkientruppen, regia di Marino Girolami (1977)
- Nerone, regia di Mario Castellacci, Pier Francesco Pingitore (1977)
- Scherzi da prete, regia di Pier Francesco Pingitore (1978)
- L'imbranato, regia di Pier Francesco Pingitore (1979)
- Tutti a squola, regia di Pier Francesco Pingitore (1979)
- Ciao marziano, regia di Pier Francesco Pingitore (1980)
- Quella peste di Pierina, regia di Michele Massimo Tarantini (1982)
- Attenti a quei P2, regia di Pier Francesco Pingitore (1982)
- Biancaneve & Co., regia di Mario Bianchi (1982)
- Sfrattato cerca casa equo canone, regia di Pier Francesco Pingitore (1983)
- Massimamente folle, regia di Massimo Troiani (1985)
- Dov'era lei a quell'ora?, regia di Antonio Maria Magro (1992)
- Storie di seduzione, regia di Antonio Maria Magro (1995)
- I fetentoni, regia di Alessandro Di Robilant (1999)
- Opopomoz, regia di Enzo D'Alò (2003) - voce
- Il naso, regia di Pietro Sussi (2006) - cortometraggio
- No problem, regia di Vincenzo Salemme (2008)

### Televisione
- Le avventure di Laura Storm – serie TV (1965)
- Le avventure degli Shadok – serie TV (1974)
- Diagnosi, regia di Mario Caiano – miniserie TV (1975)
- Ladri si nasce, regia di Pier Francesco Pingitore – film TV (1997)
- Ladri si diventa, regia di Fabio Luigi Lionello – film TV (1998)

### Pubblicità
- Gran Pavesi (1983)

## Prosa televisiva Rai
- Servizio completo, regia di Flaminio Bollini (1963)
- Giulio Cesare di William Shakespeare, regia di Vittorio Cottafavi (1965)
- Le inchieste del commissario Maigret (1966)

## Varietà televisivi Rai
- Il marziano Filippo, sceneggiato televisivo per la TV dei ragazzi, con Oreste Lionello, scritto da Bruno Corbucci e Carlo Romano, regia di Cesare Emilio Gaslini, trasmesso ottobre - novembre 1956.
- Così per caso, regia di Paolo Poeti (1979)
- Al Paradise, regia di Antonello Falqui (1983-1985)

## Prosa radiofonica Rai
- Colombe, commedia di Anouilh, regia di Ottavio Spadaro, trasmessa il 4 febbraio 1962.

## Varietà radiofonici Rai
- Una rosa per la terra, radiocommedia di Mario Brancacci, musiche di Lelio Luttazzi, regia di Nino Meloni, trasmessa giugno - luglio 1959.
- Permette cavallo? di Michele Guardì, Antonello Falqui e Oreste Lionello, con Delia Scala, regia di Carlo Principini - varietà (1983)

## Doppiaggio

### Cinema
- Woody Allen in Ciao Pussycat, Prendi i soldi e scappa, Il dittatore dello stato libero di Bananas, Provaci ancora, Sam, Tutto quello che avreste voluto sapere sul sesso* *ma non avete mai osato chiedere, Il dormiglione, Amore e guerra, Il prestanome, Io e Annie, Manhattan, Stardust Memories, Una commedia sexy in una notte di mezza estate, Broadway Danny Rose, Hannah e le sue sorelle, New York Stories, Crimini e misfatti, Storie di amori e infedeltà, Ombre e nebbia, Mariti e mogli, Misterioso omicidio a Manhattan, La dea dell'amore, Tutti dicono I Love You, Harry a pezzi, Gli imbroglioni, Criminali da strapazzo, Ho solo fatto a pezzi mia moglie, Una spia per caso, La maledizione dello scorpione di giada, Hollywood Ending, Anything Else, Scoop

- Gene Wilder in Fate la rivoluzione senza di noi, Che fortuna avere una cugina nel Bronx!, Il piccolo principe, Frankenstein Junior, Il fratello più furbo di Sherlock Holmes, Willy Wonka e la fabbrica di cioccolato (doppiaggio originale), Wagons-lits con omicidi, Il più grande amatore del mondo, Scusi, dov'è il West?, Nessuno ci può fermare, Hanky Panky - Fuga per due

- Jacques Herlin in La mandragola, Il tigre, Lo scatenato, Homo Eroticus, La proprietà non è più un furto, 7 pistole per un massacro, Yankee, Tom Dollar, Il grande colpo dei 7 uomini d'oro

- Michel Serrault in Pierino la peste, Il vizietto, Il vizietto II, Matrimonio con vizietto (Il vizietto III), Dagobert, Il lupo e l'agnello, Buon Natale... buon anno

- Peter Falk in Angeli con la pistola, La grande corsa, Questo pazzo, pazzo, pazzo, pazzo mondo, I 4 di Chicago, Penelope, la magnifica ladra, Luv vuol dire amore?
- Peter Sellers in Il dottor Stranamore - Ovvero: come ho imparato a non preoccuparmi e ad amare la bomba (nel ruolo del dottor Stranamore), La vendetta della Pantera Rosa, Invito a cena con delitto, Le incredibili avventure del signor Grand col complesso del miliardo e il pallino della truffa, Gli ottimisti, M'è caduta una ragazza nel piatto
- Terry-Thomas in Questo pazzo, pazzo, pazzo, pazzo mondo, Come uccidere vostra moglie, Una guida per l'uomo sposato, Sette volte sette, Arrriva Dorellik, L'abominevole dottor Phibes

- Max Adrian in Chiamata per il morto
- Peter Alexander in 100 ragazze per un playboy
- Morey Amsterdam in Il cavallo in doppiopetto
- Alan Arkin in Arrivano i russi, arrivano i russi
- Richard Attenborough in L'assassino di Rillington Place n. 10
- Balduin Baas in Prova d'orchestra
- Alan Badel in Forza 10 da Navarone
- Michel Bardinet in Con quale amore, con quanto amore
- Richard Bakalyan in Il colonnello Von Ryan
- John Belushi in I vicini di casa
- Christopher Benjamin in Sette volte sette
- Marcel Berbert in La mia droga si chiama Julie
- Francis Blanche in Nonostante le apparenze... e purché la nazione non lo sappia... All'onorevole piacciono le donne
- Jean-Claude Brialy in Operazione San Pietro
- Niall Buggy in Zardoz
- Hugh Burden in Funerale a Berlino
- Peter Capell in Uno, due, tre!
- Jean Carmet in Cocco mio
- Jean-Pierre Cassel in Milady
- Peter Cellier in E la nave va
- Charlie Chaplin in Il grande dittatore (ridoppiaggio, ediz. 1972)
- Yvan Chiffre in Le armi della vendetta
- Darry Cowl in Racconti a due piazze
- Michael Crawford in Come ho vinto la guerra, Le avventure di Alice nel Paese delle Meraviglie
- Félix Dafauce in Due mafiosi nel Far West
- Nelson Dantas in Donna Flor e i suoi due mariti
- Harry Davis in Non per soldi... ma per denaro
- Eddie Deezen in 1941 - Allarme a Hollywood
- Louis de Funès in Fantomas minaccia il mondo, Le folli avventure di Rabbi Jacob
- Viktor De Kowa in Tempesta alla frontiera
- Gabriel Dell in Terremoto
- Charles Denner in Mica scema la ragazza!
- Michael Des Barres in Tre ragazzi e un bottino
- David Doyle in Le straordinarie avventure di Pinocchio
- Carl Duering in Arabesque
- Conrad Dunn in Stripes - Un plotone di svitati
- Michael Dunn in La nave dei folli, Squadra omicidi, sparate a vista!
- Robert Duvall in La caccia
- Clint Eastwood in La vendetta del mostro
- Daniel Emilfork in Il castello in Svezia, Il Casanova di Federico Fellini
- Tom Ewell in Tenera è la notte
- John Fiedler in Baciami, stupido, Una splendida canaglia
- Jack Gilford in Dolci vizi al foro
- Fidel Gonzáles in Golia e il cavaliere mascherato
- Frank Gorshin in Batman
- Dan Greenburg in Doc
- Joel Grey in Sherlock Holmes: soluzione settepercento
- Jesús Guzmán in I tre implacabili
- James Hampton in Scuola di polizia 5 - Destinazione Miami
- George Harrison in Tutti per uno, Aiuto!
- David Hemmings in Barbarella
- Don Henderson in Il bambino di Mâcon
- Benny Hill in Citty Citty Bang Bang
- Dennis Hopper in I 4 figli di Katie Elder
- John Hurt in Fuga di mezzanotte
- John Huston in James Bond 007 - Casino Royale
- Eric Idle in Monty Python e il Sacro Graal
- Saeed Jaffrey in L'uomo che volle farsi re
- Tim Kazurinsky in Scuola di polizia 2 - Prima missione
- Robert Kino in 4 bassotti per 1 danese
- Wayne Knight in Basic Instinct
- Burt Kwouk in Uno sparo nel buio
- Martin Landau in Intrigo internazionale
- Jean Lefebvre in Calma ragazze, oggi mi sposo, Il ladro della Gioconda
- Jacques Legras in Si salvi chi può
- Jack E. Leonard in Pazzi, pupe e pillole
- Jerry Lewis in Qua la mano picchiatello!.., Bentornato, picchiatello!
- Alfred Lynch in La bisbetica domata
- Jack MacGowran in L'esorcista
- Marne Maitland in Roma
- Strother Martin in McLintock!, L'eroe della strada
- Groucho Marx in La guerra lampo dei Fratelli Marx, Una notte a Casablanca (ridoppiaggio, ediz. 1970)
- Artemis Matsas in Mai di domenica
- David Mauhsell in Prova d'orchestra
- Roddy McDowall in F.B.I. - Operazione gatto, Un maggiordomo nel Far West
- John Mellion in L'affondamento della Valiant
- Murray Melvin in Barry Lyndon
- Sidney Miller in Appuntamento sotto il letto
- Germán Montaner in Spia + Spia - Due superagenti armati fino ai denti
- Dudley Moore in Io, modestamente, Mosè, La storia di Babbo Natale
- Rick Moranis in Ghostbusters - Acchiappafantasmi, Ghostbusters II - Acchiappafantasmi II
- Aubrey Morris in Arancia meccanica
- Jack Mullaney in Per un pugno di donne
- Charles Mulvehill in Professione: reporter
- Derek Nimmo in James Bond 007 - Casino Royale
- Philippe Noiret in L'amante italiana
- Donald O'Connor in Ragtime
- Soon-tek Oh in Una casa tutta per noi
- Anthony Perkins in L'uomo dai 7 capestri
- Donald Pleasence in Cul-de-sac, ...altrimenti ci arrabbiamo!
- Roman Polański in Per favore, non mordermi sul collo!
- Michael J. Pollard in Le pistolere
- Wojciech Pszoniak in Danton
- Serge Reggiani in Il giorno della civetta
- Elliott Reid in Il fantasma del pirata Barbanera
- Pierre Richard in Che carriera che si fa con l'aiuto di mammà!...
- Robert Rietti in Il presagio
- George Rigaud in Là dove non batte il sole
- Charles Ruggles in Amami stanotte (ridoppiaggio televisivo)
- Albert Salmi in L'ora delle pistole
- Francisco Sanz in Il prezzo del potere
- Jean Sarrus in Cinque matti al servizio di leva
- Johnny Sekka in Khartoum
- Victor Sen Yung in Agguato ai tropici (ridoppiaggio televisivo)
- John Sharp in ...altrimenti ci arrabbiamo!
- Joshua Sinclair in L'ultimo squalo
- Everett Sloane in Quarto potere (ridoppiaggio, ediz. 1965)
- John Standing in Cammina, non correre
- Nigel Stock in La notte dei generali
- Leonard Stone in Il ciarlatano
- Larry Storch in Capitan Newman
- Jud Taylor in La grande fuga
- Jean-Louis Trintignant in La città perduta
- Dick Van Dyke in Mary Poppins, Il comandante Robin Crusoe
- Antonio Vico in 7 donne per i MacGregor, I tre che sconvolsero il West (Vado, vedo e sparo)
- Leon Vitali in Eyes Wide Shut
- Eli Wallach in Jim l'irresistibile detective
- Dick Whittinghill in Un tipo lunatico
- Norman Wisdom in Quella notte inventarono lo spogliarello
- Frank Wolff in Dio perdona... io no!, Crystalbrain - L'uomo dal cervello di cristallo
- Felice Andreasi in Il petomane
- Silvio Bagolini in Killer calibro 32
- Armando Bandini in Maigret a Pigalle
- Federico Boido in Tre passi nel delirio
- Mario Cencelli in Il Casanova di Federico Fellini
- Sandro Dori in Un fiume di dollari
- Mario Fabrizi in La Pantera Rosa
- Ugo Fangareggi in Una ragione per vivere e una per morire
- Genius in Fellini Satyricon, Block-notes di un regista
- Franco Giacobini in Il mercenario, Si può fare... amigo
- Fabrizio Libralesco in Ginger e Fred
- Stefano Lisicki in La moglie in vacanza... l'amante in città
- Gennaro Ombra in Amarcord
- Arrigo Peri in Supercolpo da 7 miliardi
- Gino Pernice in Gli specialisti
- Teddy Reno in Little Rita nel West
- Enzo Robutti in Il petomane
- Tino Scotti in Un uomo, una città
- Sim in La voce della Luna
- Antonio Spaccatini in Amarcord
- Ignazio Spalla in Chiedi perdono a Dio... non a me
- Carlo Taranto in I nipoti di Zorro
- Narciso Vicario in Ginger e Fred
- Ferdinando Villella in Amarcord
- Voce di Igor, il cane pastore in Uno sceriffo extraterrestre... poco extra e molto terrestre
- Voce del cervello elettronico dell'astronave in Io tigro, tu tigri, egli tigra
- Voce narrante in Il petomane, Vacanze sulla neve

### Televisione
- Robin Williams in Mork & Mindy
- Patrick Macnee in Agente speciale (st. 4-5)
- Gene Wilder in Quel pasticcione di papà, Will & Grace
- Patrick Cargill in Caro papà
- Clive Revill in Colombo, episodio 7x05
- Donald Pleasence in Colombo, episodio 3x02
- voce dello psicanalista in Giandomenico Fracchia - Sogni proibiti di uno di noi

### Animazione
- Asterix in Asterix il gallico e Asterix e Cleopatra
- Fritz il gatto in Fritz il gatto (ridoppiaggio) e Le 9 vite di Fritz il gatto
- Sergente Tibs in La carica dei cento e uno
- Granduca Monocolao e l'araldo in Cenerentola (edizione 1967)
- Groviera e Avvocato Georges Hautecourt in Gli Aristogatti
- Ziggy in Il libro della giungla
- Minivip in Vip - Mio fratello superuomo
- Bubu in Yogi, Cindy e Bubu
- Reverendo Peter Timms ne Il postino Pat
- Geremia in Yellow Submarine
- Z in Z la formica
- Myoga in Inuyasha
- Satotsu in Hunter × Hunter
- Woody Allen in I Simpson

## Onorificenze
A Chieti, il 10 maggio 2009, ha ricevuto il premio Sorriso d'oro alla memoria; mentre nel febbraio 2016 gli è stato dedicato un viale all'interno dei giardini di Villa Borghese.